# Régis Tranquille
Régis Tranquille (* 17. Januar 1955) ist ein ehemaliger seychellischer Hürdenläufer.

## Karriere
Tranquille nahm an den Olympischen Sommerspielen 1980 in Moskau teil.
Er trat in den Wettbewerben 100 m Sprint, sowie an der 4 × 100-m-Staffel zusammen mit Vincent Confait, Marc Larose und Casimir Pereira und der 4 × 400-m-Staffel an zusammen mit Confait, Larose, Pereira und Arthure Agathine. Die Teams schieden jeweils in den Vorläufen aus.